# Лімерик (графство)
Лімерик (англ. Limerick, ірл. Luimnigh) — графство на південному заході Ірландії.

## Адміністративний поділ
Входить до складу провінції Манстер на території Республіки Ірландії. Столиця і найбільше місто — Лімерик.
Населення графства скадає 191,306 чол. станом на 2011 р.